# Konsensus (blockchain)
konsensus lub algorytm konsensusu – w technologii blockchain (w tym oprogramowaniu kryptowalut) technika osiągania porozumienia w kwestii dodawania nowych bloków, osiągania konsensusu pomiędzy węzłami sieci utrzymującej blockchain; Zwykle algorytm będący kluczowym elementem programowym oprogramowania blockchain danej sieci.
Popularne algorytmy konsensusu:
- Proof of Work;
- Proof of Stake;
- Proof of QoS;
- Proof of Ownership;
- Proof of Publication;
- Proof of Authority;
- Proof of Burn;
- Proof of Transfer;
- Hybrydowy PoW/PoS.